# Lissanthe synandra
Lissanthe synandra är en ljungväxtart som beskrevs av Crayn och Hislop. Lissanthe synandra ingår i släktet Lissanthe och familjen ljungväxter. Inga underarter finns listade i Catalogue of Life.